# Чартерис, Хьюго, 11-й граф Уимс
Хьюго Ричард Чартерис, 11-й граф Уимс и 7-й граф Марч (англ. Hugo Richard Charteris, 11th Earl of Wemyss and 7th Earl of March; 25 августа 1857 — 12 июля 1937) — британский дворянин и консервативный политик. Он носил титул учтивости — лорд Элхо с 1883 по 1914 год.

## Титулатура
- 11-й граф Уимс (Пэрство Шотландии)
- 11-й лорд Уимс из Элхо (Пэрство Шотландии)
- 7-й виконт Пиблс (Пэрство Шотландии)
- 7-й лорд Дуглас из Найдпата, Лайна и Мунарда (Пэрство Шотландии)
- 7-й граф Марч (Пэрство Шотландии)
- 11-й лорд Элхо и Метхил (Пэрство Шотландии)
- 4-й барон Уимс из Уимса в графстве Файф (Пэрство Соединённого королевства)

## Происхождение

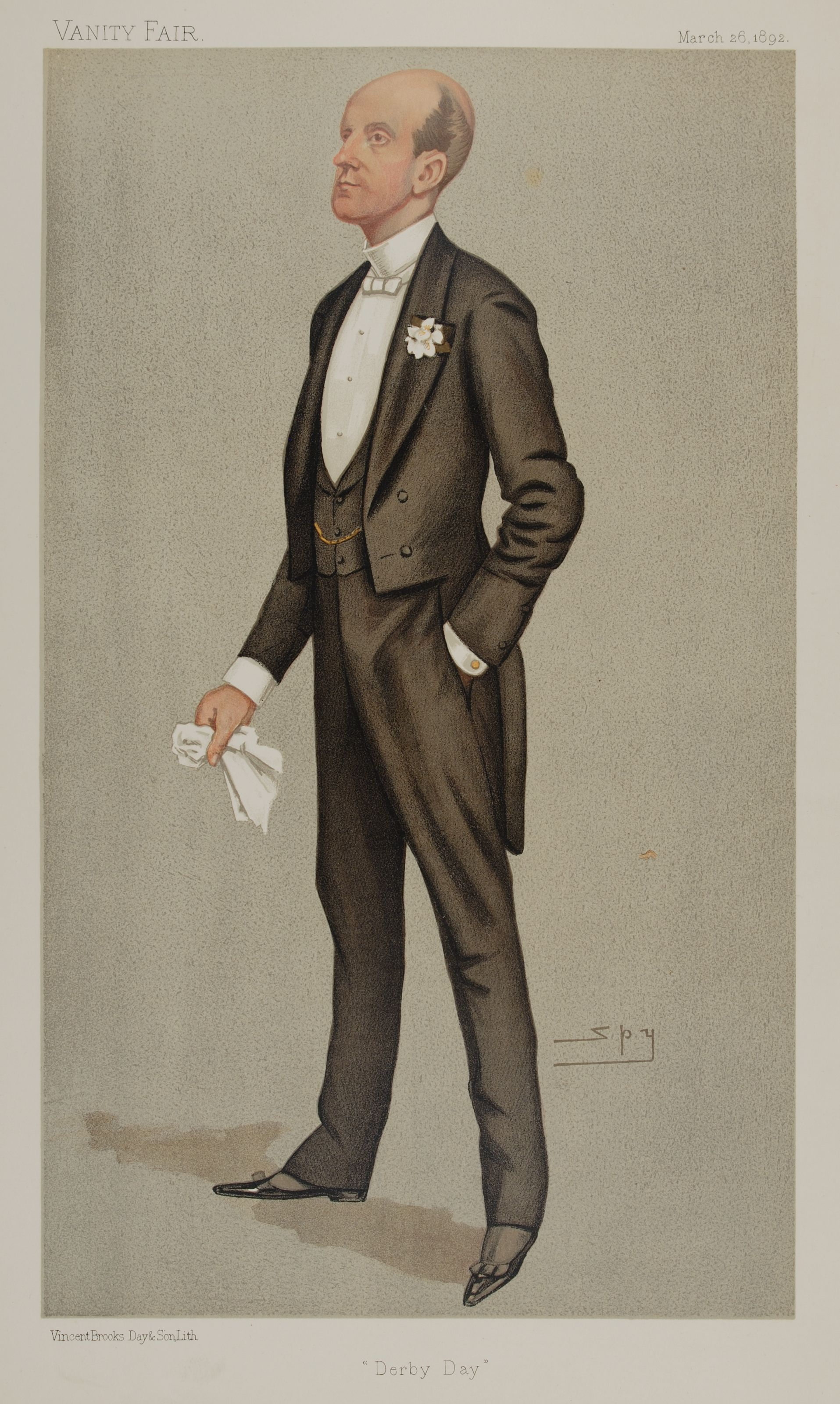
Лорд Элхо, изображенный Лесли Уордом в карикатуре на журнале Vanity Fair, март 1892 г

Родился 25 августа 1857 года в Эдинбурге, Лотиан, Шотландия. Пятый сын Фрэнсиса Чартериса, 10-го графа Уимса (1818—1914), и его жены, леди Энн Фредерики Ансон (1823—1896). Его отец был старшим сыном и наследником Фрэнсиса Уимса-Чартериса, 9-го графа Уимса и 5-го графа Марча. Его мать была дочерью Томаса Ансона, 1-го графа Личфилда.
Он получил образование в школе Харроу (Лондон) и в Баллиол-колледже Оксфордского университета.

## Карьера
Он вошел в Палату общин Великобритании от Хаддингтоншира в 1883 году (сменив своего отца), но потерял свое место на парламентских выборах 1885 года. Он вернулся в Палату общин на дополнительных выборах в 1886 году как один из двух представителей Ипсвича и сохранил этот пост на последующих парламентских выборах и продолжал занимать его до 1895 года.
Лорд и леди Элхо посетили Британскую Индию, чтобы присутствовать на Делийском Дурбаре, состоявшемся в январе 1903 года в честь восшествия короля Эдуарда VII на престол императора Индии.
В 1914 году он стал преемником своего отца в двух графствах и с 1918 по 1937 год занимал должность лорда-лейтенанта Хаддингтоншира (Ист-Лотиана).

## Личная жизнь

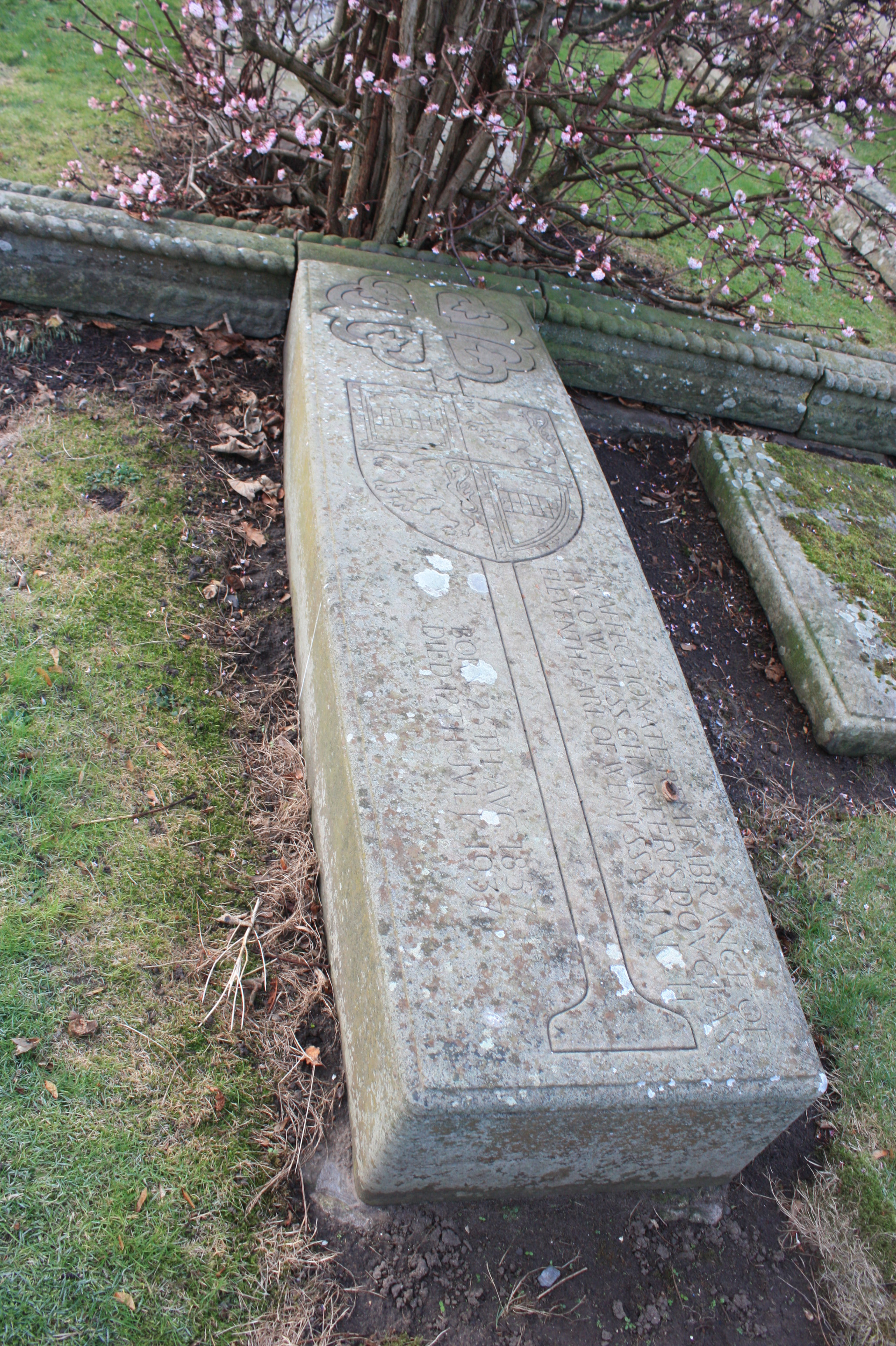
Могила Хьюго, 11-го графа Уимса и 7-го графа Марча, кладбище Аберледи

9 августа 1883 года лорд Элхо женился на Мэри Констанс Уиндем (3 августа 1862 — 29 апреля 1937), дочери политика Перси Скауэна Уиндема и сестре Джорджа Уиндема. Его супружеская жизнь подробно описана в книге «The Wild Wyndhams» Клаудии Рентон. У супругов было семеро детей:
- Капитан Хьюго Фрэнсис Чартерис, лорд Элхо (28 декабря 1884 — 23 апреля 1916), погиб в бою во время Первой мировой войны, во время службы в Королевском Глостерширском гусарском полку. В 1911 году он женился на леди Вайолет Кэтрин Меннерс, дочери Генри Меннерса, 8-го герцога Ратленда[1] .
- Капитан достопочтенный Гай Лоуренс Чартерис (23 мая 1886 — 21 сентября 1967), женился на Фрэнсис Теннант, сестре Кэтлин Мэннерс, герцогини Ратленд[англ.].
- Леди Синтия Мэри Эвелин Чартерис (27 сентября 1887 — 31 марта 1960), писательница, вышла замуж за Герберта Асквита (1881—1947), сына премьер-министра Герберта Генри Асквита[1] .
- Колин Чартерис (1 июня 1889 — 27 декабря 1892), умер в детстве[1].
- Леди Мэри Памела Мадлен Сибелл Чартерис (24 октября 1895—1991), которая в 1915 году вышла замуж за капитана Элджернона Уолтера Стрикленда (1891—1938). После его смерти она вышла замуж за майора Джона Джорджа Лайона, в 1943 году[1].
- Второй лейтенант достопочтенный Иво Алан Чартерис (6 октября 1896 — 17 октября 1915), также погиб в бою во время Первой мировой войны. Он похоронен на коммунальном кладбище Сайи-Лейборс, в пяти километрах к юго-востоку от Бетюна[4].
- Леди Ирен Корона Чартерис (31 мая 1902—1989), в 1921 году она вышла замуж за Айвора Виндзора-Клайва, 2-го графа Плимута (1889—1943)[1].

К 1912 году леди Анджела Форбс стала его любовницей, разделив его дом в Ист-Лотиане, в то время как его жена жила в Стэнвее в Глостершире. Хотя он и его любовница прожили вместе много лет, он оставался женатым, и его жена стала графиней Уимс, когда он унаследовал графство. Она умерла в апреле 1937 года в возрасте 74 лет. Лорд Уимс пережил ее на три месяца и умер в июле того же года в возрасте 79 лет. Он похоронен в семейном захоронении на северной стороне церковного двора Аберледи.
Лорду Уимсу унаследовал его внук Дэвид. Двое из его сыновей, капитан Хьюго Фрэнсис Чартерис (1884—1916) и лейтенант Иво Алан Чартерис (1896—1915), погибли в бою во время Первой мировой войны.